# Punucapa
Punucapa o Ponucapa (del mapudungun: kunu kapi ‘ tierra apta para el cultivo de legumbres’), es un caserío de Chile de origen prehispánico, situado en la ribera oeste del río Cruces, Región de Los Ríos. Pertenece a la comuna de Valdivia, y tiene una población, según el censo de 2017, de 119 habitantes.

## Historia

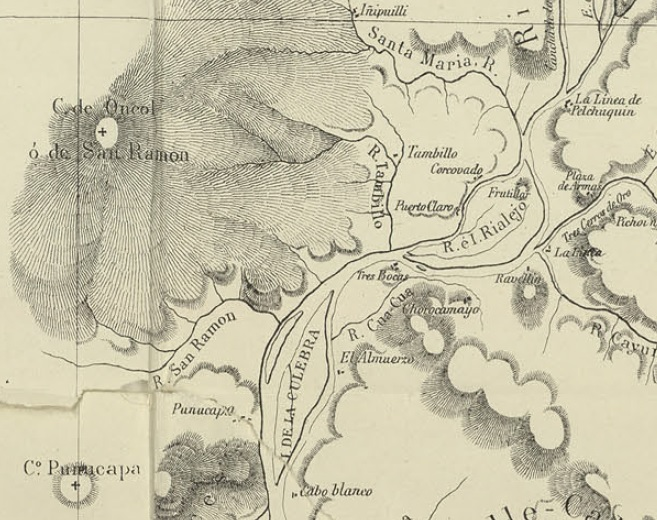
Punucapa en el Mapa de Expedición del Río Valdivia de Francisco Vidal Gormaz

La localidad fue sometida a la Corona española tras la segunda fundación de Valdivia. En esa época se establecieron las principales familias en Punucapa.
El 20 de mayo de 1859 pasa a esta localidad el explorador alemán Paul Treutler y realiza un reconocimiento a la Cueva de los Brujos en busca de oro.
La localidad fue visitada por el ingeniero Francisco Vidal Gormaz en el año 1868.
En el Diccionario Geográfico de Francisco Astaburuaga, de 1899, es mencionada:

Punucapa. Fundo del departamento de Valdivia que se halla en la marjen derecha del río Cruces, frente á la isla de la Culebra, y entre la desembocadura del riachuelo de San Ramón afluente de este río y un mediano cerro que le da el título, inmediato al lado sur y próximo al N. de la aldea del Molino de este mismo departamento. Contiene un pequeño caserío.
 Francisco Solano Astaburuaga 

Antes de 1987, el pueblo estaba aislado por tierra, y su única ruta de acceso era navegando el río Cruces. De hecho, se piensa que tuvo un significante intercambio económico, por vía del río, con el pueblo de Ainil, el predecesor de la ciudad de Valdivia. Según las crónicas españolas, los indígenas de aquella zona bajaban el río en canoas para intercambiar sus productos aun durante el periodo colonial.

## Naturaleza
Es la puerta de entrada para el Santuario de la Naturaleza Carlos Anwandter, primer humedal sitio Ramsar de Chile, por lo que reúne a muchos turistas interesados en ecología y en las aves nativas, así como el cisne de cuello negro.

## La chicha

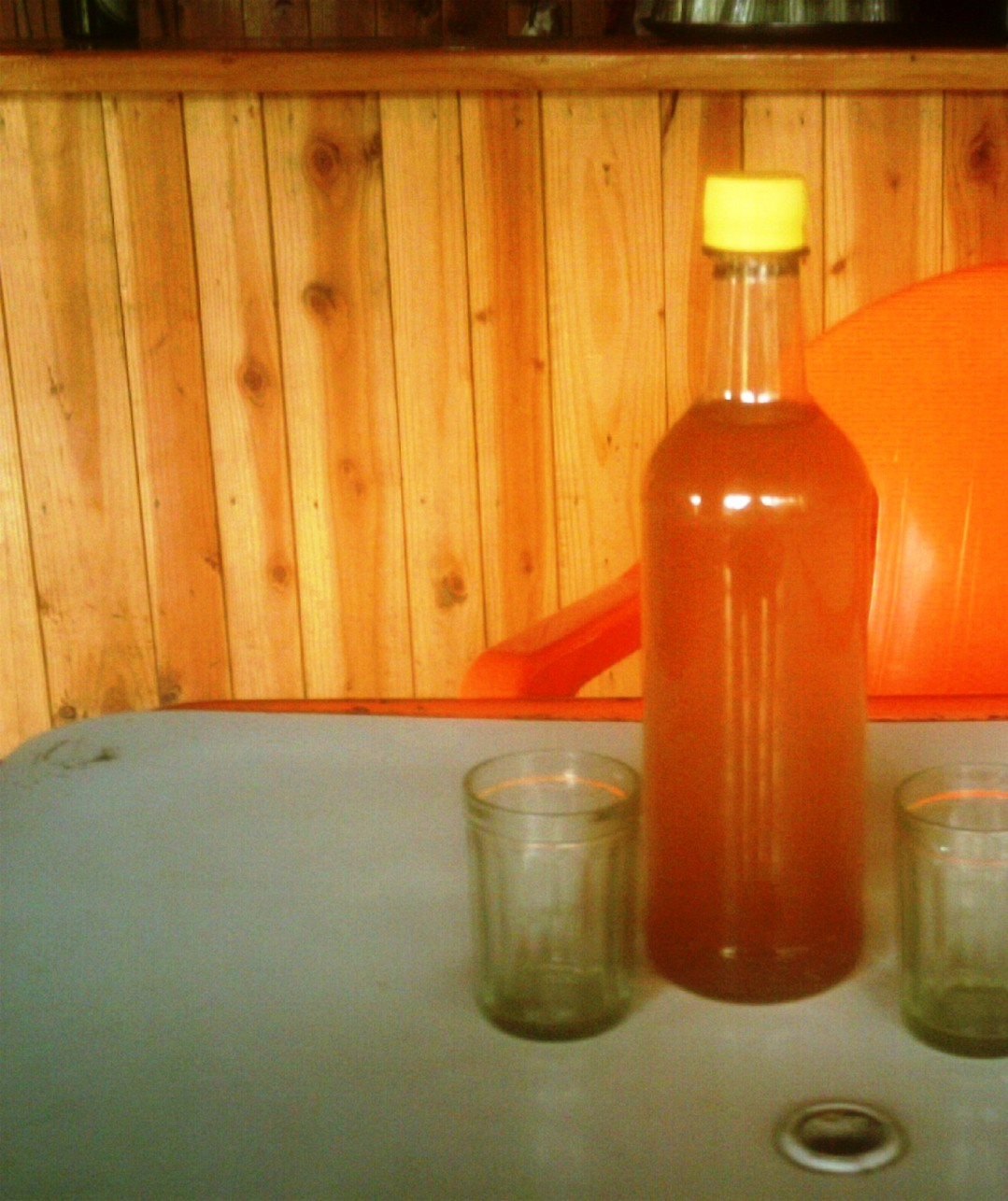
Chicha de manzana de Punucapa, producto tradicional del lugar.

Punucapa también posee fama gracias a su producción de chicha de manzana, elaborada con manzanas de variedades introducidas tempranamente por los españoles. La principal industria del pueblo es la compañía Punucapa Agropecuaria Ltda.,que desde que instaló sus nuevos estanques de almacenamiento, ha dejado atrás la producción artesanal. Sin embargo aún hay quienes conservan la tradición artesanal y orgánica de la producción de chicha, sidra, y vinagre. La cual es generada con manzana limona del sector, así como lo hace el reconocido Molino Fredericksen( molino que ha recogido la tradición de sus ancestros oriundos del sector),conocido por su forma tradicional y limpia de emplear su producto.

## Tradiciones
- Existe una antigua iglesia-santuario que consagra la celebración cada 2 de febrero de la Virgen de la Candelaria. Todos los años desde 1883 acuden cientos de peregrinos para participar en la celebración.
- En la misma iglesia-santuario, cada primer domingo de septiembre se celebra una misa a la chilena.
- En febrero existe una muestra costumbrista que dura todo el mes en la que se puede ver el proceso de producción de chicha fresca de manzana, utilizando la manzana primeriza de la localidad.

## Servicios
Punucapa cuenta con una tenencia de Carabineros, una posta de salud rural, la escuela rural Punucapa, un jardín infantil, una iglesia católica y una iglesia evángélica pentecostal. Además posee un muelle fluvial y comercio asociado al turismo, especialmente en verano. 

## Accesibilidad y transporte

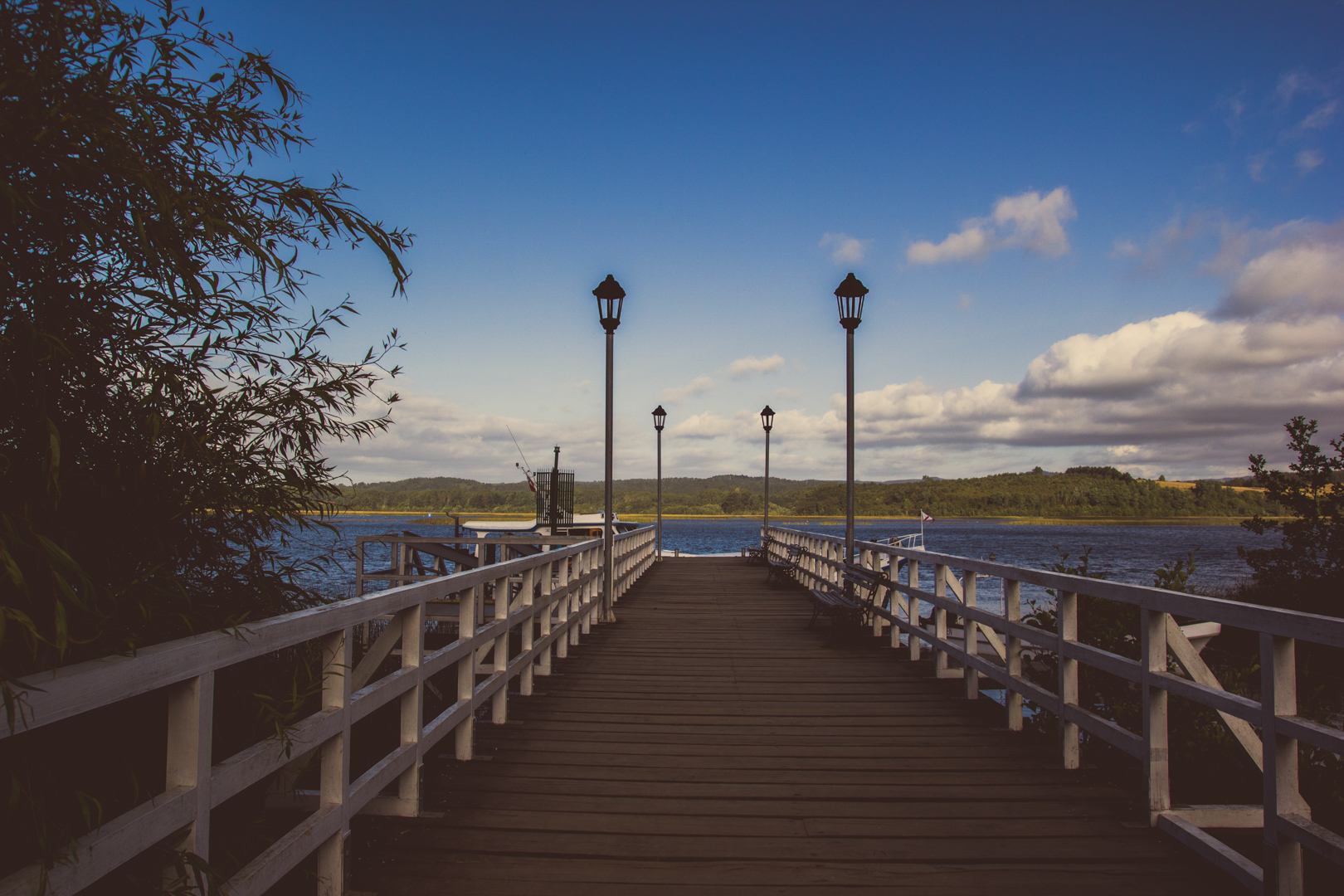
Muelle fluvial de Punucapa, Chile.

Punucapa se encuentra a 17,9 km de la ciudad de Valdivia a través de la Ruta T-340 que bordea el río Cruces
Punucapa tiene cuatro vías de acceso, dos para automóviles por el interior, que bifurcan del camino a Curiñanco, uno ribereño que pasa por varios predios privados, y la ruta fluvial.